# 58 Eridani
58 Eridani si trova a 43,3 anni luce di distanza dal Sistema solare ed è una stella della sequenza principale di classe spettrale G3-V, considerata un analogo solare per le somiglianze con il Sole per classe spettrale, massa e metallicità.